# Rejon Krasno seło
Rejon Krasno seło (bułg.: Район Красно село) – rejon w obwodzie miejskim Sofii, w Bułgarii. Populacja wynosi 85 400 mieszkańców.